# Charlotte Kerr
Charlotte Kerr (Frankfurt del Main, 29 de maig de 1927 – Berna, 28 de desembre de 2011) va ser una directora, productora de cinema, actriu, escriptora i periodista alemanya.
Va actuar per primera vegada als escenaris de la versió de Don Carlos de Schiller de Fritz Kortner el 1951. Es va fer coneguda pel seu paper televisiu com a comandant de la nau espacial Hydra a la sèrie Raumpatrouille i per les seves aparicions a les pel·lícules de Rainer Erler com Fleisch (1979).
El 1971, va ser membre del jurat del 21è Festival Internacional de Cinema de Berlín. També fou membre del jurat del Festival Internacional de Cinema de Sant Sebastià 1975.
El 1983, durant la filmació d'una pel·lícula sobre la ministra grega Melina Mercouri, Kerr va conèixer a l'escriptor suís Friedrich Dürrenmatt. Van ser parella després de discutir la seva última obra Achterloo i es van casar el 1984. Ambdós col·laboraren a la pel·lícula Portrait eines Planeten i a l'obra Rollenspiele. Dürrenmatt va morir el 1990. La seva autobiografia, Die Frau im roten Mantel, va discutir la seva vida amb l'escriptor. El 2000 es va obrir el seu Centre Dürrenmatt a Neuchâtel.
Va emprendre accions legals contra l'escriptor Hugo Loetscher per un suposat atemptat contra la seva dignitat i dels seus drets personals en el seu llibre sobre la mort i el funeral de Dürrenmatt, que va ser editat 13 anys després de la mort de Dürrenmatt i publicat per Lesen statt Klettern.
Va morir el 28 de desembre de 2011 en un hospital de Berna.

## Filmografia
- Karneval in Weiß (1952) - Peggy Swenson
- Dein Mund verspricht mir Liebe (1954)
- Heldinnen (1960, screenplay)
- Das Wunder des Malachias (1961) - Dr. Renate Kellinghus
- Raumpatrouille (1966, sèrie de televisió) - General Lydia van Dyke
- Heißer Sand auf Sylt (1968) - Frau Bergmann
- Peter und Sabine (1968) - Frauenärztin
- Mattanza - Ein Liebestraum (1969) - Geraldine
- Deine Zärtlichkeiten (1969) - Mutter
- Alexander Zwo (1972–1973, minisèrie de televisió) - Maud
- Versuchung im Sommerwind (1972)
- Die Antwort kennt nur der Wind (1974) - Hilde Hellmann
- Abelard (1977) - Fiscal
- Plutonium (1978, telefilm) - Anna Ferroli
- Fleisch (1979, telefilm) - Dr. Jackson
- L’amor de Swann (1984) - Sous-maitresse
- Raumpatrouille Orion – Rücksturz ins Kino (2003) - General Lydia van Dyke (imatge d'arxiu)